# Hemituerta
Hemituerta là một chi bướm đêm thuộc họ Noctuidae.

## Các loài
- Hemituerta mahdi Pagenstecher, 1903
- Hemituerta nana Hampson, 1916